# Titans East
Titans East è il nome di numerose squadre di personaggi dei fumetti pubblicati dall'editore statunitense DC Comics. La squadra comparve nei fumetti e nelle serie animate dei Teen Titans. La prima incarnazione dei fumetti comparve nella storia Titans Tomorrow, ambientata nel futuro. La prima moderna incarnazione fa la sua prima apparizione in Teen Titans (vol. 3) n. 43 (2007), ed erano un gruppo di supercriminali guidati da Deathstroke. Cyborg ha recentemente raggruppato una nuova versione della squadra.

## Storia
La Titans East si basa sulla controparte dei Teen Titans della costa ovest chiamata Titans West, una squadra di eroi adolescenti meno noti di cui fanno parte Beast Boy, Flamebird e Hawk e Dove. La squadra principale dei "Titans" si trova a San Francisco, in California, sulla costa ovest.

### Titans Tomorrow
La Titans East originale comparve per la prima volta nella storia Titans Tomorrow in cui i Teen Titans incontrarono i malvagi sé stessi del futuro. Questa incarnazione della Titans East è un gruppo di ex Titans che si ribellarono contro la sovranità dei futuri Titans sugli Stati Uniti della costa ovest.
- Batwoman (Bette Kane): ex Flamebird ed ex-amante di Dick Grayson.
- Bumblebee (Karen Beecher-Duncan): co-leader dei Titans East.
- Capitan Marvel (Freddy Freeman): ex Capitan Marvel Jr. e successore del potere di Shazam.
- Cyborg 2.0 (Victor Stone): un Cyborg più avanzato. Co-leader dei Titans East al fianco di Bumblebee.
- Flash (Bart Allen): Flash lavora con i Titans West come agente per i Titans East.
- Ravager (Rose Wilson): figlia di Deathstroke.
- Terra (Tara Markov): elementale della terra.

### I Titans di Deathstroke
Deathstroke creò una squadra da lui chiamata Titans East specificatamente per screditare il nome dei Teen Titans.
Alla fine della storia, Deathstroke pensò tra sé e sé che aveva creato i Titans East per guidare i suoi stessi figli, i membri dei Teen Titans Ravager e Jericho, perché stessero proprio nei Titans. Dato che pensava che non sarebbe mai potuto essere un buon padre per loro, li manipolò perché avessero una famiglia nella squadra dei giovani eroi, finendo per pensare di essere un buon padre in fin dei conti. Questa versione della squadra si sciolse poco dopo la fine della storia.
- Batgirl, Cassandra Cain, è la nuova leader della Lega degli Assassini, e cosa più importante, l'unica combattente che riesce a dominare Ravager. Deathstroke credette che l'abilità di Cassandra e il suo passato con Robin e gli altri cavalieri di Gotham le avrebbe dato un limite da non superare verso il Ragazzo Meraviglia. Si scoprì che Slade utilizzava lo stesso siero che diede a Rose e a Cassandra. Dopo aver ottenuto un anti-siero, Cassandra si alleò con Robin e i Titans prima di scomparire.
- Bombshell fu inviata da Deathstroke per spiare i Titans e per recuperare un disco con all'interno l'anima di suo figlio Jericho. Dopo che i Titans scoprirono che era un traditrice e l'arrestarono, Cyborg e Miss Martian andarono ad interrogarla. Quando Bombshell si rifiutò di parlare, Miss Martian tentò di sondare la sua mente e scoprì che era un membro dei Titans East. Prima di poter sapere altro, entrò Risk di soppiatto e Batgirl le tagliò la gola.
- Duela Dent, alias la Figlia del Joker, è completamente pazza, ma è anche una ex Titan. Deathstroke credeva che avere a che fare con lei gli avrebbe dato l'accesso alle informazioni possedute dalla ragazza. Recentemente si unì ai Titans di Robin quando Raven le offrì un posto nella squadra in cambio del suo aiuto per sconfiggere i Titans East.
- Enigma fu un membro unito alla squadra all'ultimo momento e non fu menzionata fino all'uscita di Teen Titans n. 43. Riferendosi a lei originariamente come alla Figlia dell'Enigmista, i solleciti futuri dei Titans si riferirono a lei chiamandola semplicemente Enigma.
- Inertia è il clone genetico dell'ex Titan Bart Allen. Inertia una volta era un velocista naturale, ma perse le sue abilità quando la Forza della velocità fu assorbita completamente dal corpo di Bart, e ora si affida ad una velocità indotta chimicamente creata da Deathstroke, che fa in modo che un velocista sia più che utile.
- Kid Crusader è l'unica persona, trovata da Deathstroke, che abbia sentito di Kid Devil e vuole ucciderlo.
- Match è un clone del defunto Superboy. Mentre la sua super forza al livello di Superman è un bene per la squadra, Deathstroke pensa che la sua presenza dia alla squadra anche un vantaggio psicologico. Deathstroke conta su di lui per fare sì che Wonder Girl, il membro dei Titans psicologicamente più potente, perda il suo equilibrio, in quanto fu la ragazza di Superboy. Il costume di Match fu alterato perché sembrasse quello di Superboy al momento della sua morte, sebbene sembrò assomigliare più a un duplicato simile a Bizzarro, completo di "S" al contrario sulla sua maglietta nera. Sembra che la sua mente, così come il suo corpo, sia guasta.
- Risk perse un braccio combattendo con i Titans contro Superboy-Prime, ed è "furioso con il mondo" per ciò. Deathstroke credeva di poterlo manipolare, e pensò che i Titans avrebbero esitato in una battaglia piena di colpa.
- Sun Girl possiede il potere del sole. È anche una maestra manipolatrice, simile alla Terra originale.

### Titans East Special
Nel novembre 2007, la DC pubblicò un'auto conclusivo dal titolo "Teen Titans East Special", scritto da Judd Winick con illustrazioni di Ian Churchill e Norm Rapmund. Nello speciale, Cyborg stava mettendo insieme una squadra di giovani eroi da addestrare come nuovi "Titans East". Questi membri inclusero:
- Anima
- Hawk e Dove
- Lagoon Boy
- Little Barda
- Power Boy
- Figlio di Vulcano

Tuttavia, durante una delle prime missioni di addestramento, furono attaccati, seriamente feriti o uccisi da un assalitore sconosciuto.
In Titans n. 1, si scoprì che sopravvissero tutti tranne Power Boy. Anima, il Figlio di Vulcano, e Lagoon Boy erano in coma; Little Barda si trovava in una situazione critica, e Cyborg era incosciente, ma in condizioni stabili; mentre Hawk e Dove erano anche loro in condizioni stabili. Si pensò che la fonte dell'attacco fosse il demone Trigon, un ex nemico dei Titans. Col tempo, Cyborg si svegliò, ma aspettando per i rimpiazzi dei suoi arti, fu temporaneamente costretto su una sedia a rotelle simile a quella del Professor X. In tali condizioni sciolse la squadra dei Titans East e si unì alla nuova formazione dei Titans, scoprendo poi che i responsabili del massacro sarebbero potuto essere i figli di Trigon.

## Comparse in altri media
Nella serie animata Teen Titans, la Titans East era un risultato delle continue attività per la H.I.V.E. di Brother Blood. Cyborg fu il leader temporaneo della squadra nell'episodio Titans East, in cui aiutò a costruire la Titans Tower e li aiutò a divenire una squadra coesa, agendo come una sorta di mentore o mediatore. La Titans Tower fu quasi distrutta dall'armata di cloni robotici di Brother Blood chiamati Cycloni (creati dai progetti di Cyborg), e mentre Cyborg combatteva lo stesso Blood, i Cycloni catturarono e sottoposero gli altri Titans East al lavaggio del cervello; divennero servi senza volontà e senza mente di Brother Blood, da utilizzare come trappola per Cyborg, ma invece, una volta liberati, agirono come una vera squadra di supereroi. L'episodio For Real li mostra mentre occupavano l'intera città dei Titans durante la loro assenza, ed ebbero numerosi cameo mentre combattevano la Confraternita del Male negli episodi Calling All Titans e Titans Together, che marcarono la fine del conflitto tra i Titans e la Confraternita.
I membri di questi Titans East sono:
- Cyborg (leader temporaneo)
- Bumblebee (leader)
- Aqualad
- Speedy
- Más y Menos